# Lávková cesta
Lávková cesta, též Čertovské lávky
nebo také Komárkova stezka je historická turistická stezka na Šumavě v příkrém svahu karu nad Čertovým jezerem. Je dlouhá 1,9 km a vede z Rozvodí strmým východním úbočím Jezerní hory na Jezerní horní cestu. Z důvodů ochrany přírody (poloha v I. zóně CHKO Šumava na území NPR Černé a Čertovo jezero a PP Královský hvozd) je na ní vstup dlouhodobě zakázán.

## Historie
Cestu nechal v letech 1880–1882 vybudovat kníže Hohenzollern za cenu 3 500 zlatých. Stavbu inicioval a řídil lesmistr Julius Komárek, vlastenec a propagátor zpřístupnění železnorudských lesů.
Cesta byla vytvořena ze skládaných kamenů a bylo na ní pět dřevěných lávek, překonávajících skalní strže. Původně lesnická cesta byla až do druhé světové války oblíbeným výletním místem, nabízejícím krásné výhledy na Čertovo jezero. Po roce 1948 bylo okolí Černého i Čertova jezera zahrnuto do nepřístupného pohraničního pásma, nicméně cesta samotná byla i nadále udržována jednotkami pohraniční stráže. I když Čertovo jezero bylo pro návštěvníky od května 1964 opět zpřístupněno, Lávková cesta nikoliv. V 70. letech 20. století se na ni přemístil hraniční drátěný zátaras (signální stěna), původně vedoucí průsekem blíže hranici. Byl odstraněn v dubnu 1990. Ve stejném roce byla cesta oficiálně vyznačena Klubem českých turistů zelenou turistickou značkou. Zpřístupnění trvalo ovšem pouze krátkou dobu. Lávky byly z důvodů ochrany přírody v roce 1990 strženy a později (zhruba po roce 1992) sem byl z důvodů ochrany přírody zakázán vstup.
„Kdo neprošel Lávkovou cestu nad Čertovým jezerem, neprošel Šumavou!“ — staré průvodce po Šumavě.  

## Současnost
Lávky jsou zničené a na místě některých z nich leží rozpadlé zbytky. Trasa je v terénu zřetelná, ale pro běžné turistické účely nepoužitelná. Fyzicky je stezka průchodná, u původně největšího můstku (místo známé z většiny starých fotografií cesty s charakteristicky tvarovanou skálou s dvěma převisy nad sebou) je problematicky schůdný úsek, příležitostně vybavený lanem. I bez něj lze strž obejít vrchem přes skálu.
Město Železná Ruda se v letech 2010 a 2015 snažilo o obnovu stezky, ale díky opakovaným negativním posudkům vlivu na životní prostředí tento záměr nebyl realizován. Hlavním argumentem proti zpřístupnění lokality je ochrana tetřeva hlušce a rysa ostrovida (problém s rušením a fragmentací teritoria) a potenciální hnízdní výskyt sokola stěhovavého.